# Nihon Kōki
El Nihon Kōki (日本後紀) es un texto de historia japonesa elaborado por encargo oficial. Completado en el 840, es el tercer volumen de las Seis Historias Nacionales. Cubre los años 792-833.

## Antecedentes
Siguiendo la historia nacional anterior, el Shoku Nihongi (797), en el 819 el Emperador Saga ordenó la compilación de los años desde entonces. Editado principalmente por Fujiwara no Otsugu, Minamoto no Tokiwa, Fujiwara no Yoshino y Fujiwara no Yoshifusa, el texto se completó en el 840.
Gran parte del texto se perdió durante las guerras de Ōnin y Bunmei a fines del siglo XV. De los 40 volúmenes originales, solo diez existen actualmente: los número 5, 8, 12, 13, 14, 17, 20–22 y 24.

## Contenido
Escrito en estilo kanbun, el contenido abarca los años 792 al 833. Abarca cuatro reinados imperiales: Kanmu, Heizei, Saga, Junna. El texto es característico porque contiene críticas de emperadores y funcionarios, así como poesía.